# Debods Tempel
Debods Tempel (på spansk Templo de Debod) er et egyptisk tempel for guden Amun. Det var oprindeligt bygget omkring 15 km syd for Aswan ved Nilen i det sydlige Egypten i det 2. århundrede fvt., men idet spanierne med megen slid bevarede de egyptiske templer, såsom Abu Simbel, under Aswandæmningens opbygning, lod man i 1968 templet genopføre i en park i Spaniens hovedstad, Madrid. Det blev dog først indviet i 1972.
Templet er et typisk eksempel på egyptisk arkitektur, og ud over at man kan træde ind i de ypperste rum i så hellig en bygning, kan man i "loftsetagen" høre og læse om hvordan templet er blevet bygget og om de egyptiske guder og faraoer.